# Jean-Jacques Lebel
Pour les personnes ayant le même patronyme, voir Lebel.
 (mai 2018).
Si vous disposez d'ouvrages ou d'articles de référence ou si vous connaissez des sites web de qualité traitant du thème abordé ici, merci de compléter l'article en donnant les références utiles à sa vérifiabilité et en les liant à la section « Notes et références ».
Jean-Jacques Lebel, né à Neuilly-sur-Seine le 30 juin 1936, est un artiste plasticien français, écrivain, créateur de manifestations artistiques. 

## Biographie
Jean-Jacques Lebel est le fils de Robert Lebel, critique d'art et ami de Marcel Duchamp, entre autres.
En 1955, sa première exposition se tient à la Galleria Numero à Florence, Italie. Après un passage chez les surréalistes, il expose à Milan, chez Arturo Schwarz, chez Iris Clert et chez Simone Collinet à Paris, puis dans de nombreux musées et galeries à travers le monde. 
En 1960, il est l'auteur, à Venise, de L'Enterrement de la Chose, le premier[réf. nécessaire] happening européen. 
Il publie le premier essai critique en français sur le mouvement des happenings à travers le monde. À partir de cette date, il produit plus de soixante-dix happenings, performances et actions, sur plusieurs continents, parallèlement à ses activités picturales, poétiques et politiques. Il travaille à Paris, Londres, New York ou ailleurs avec Claes Oldenburg, Kaprow, Tetsumi Kudo, Erró, Carolee Schneemann, Yoko Ono, François Cotinaud, Daniel Pommereulle, Nam June Paik, Robert Filliou, etc. 
Dans les années 1960, il traduit en français et publie William Burroughs, Allen Ginsberg, Michael McClure, Lawrence Ferlinghetti et Gregory Corso. 
En 1960, il prend l'initiative du « Grand tableau antifasciste collectif » (4 × 5 mètres) peint par Baj, Dova, Crippa, Erró, Lebel et Antonio Recalcati, puis exposé à l’Anti-Procès de Milan, en 1961. 
En 1960 et 1961, il coorganise, à Paris, Venise, et Milan L'Anti-Procès, une manifestation et une exposition internationales et itinérantes regroupant une soixantaine d'artistes de tendances diverses, prenant position contre la guerre d'Algérie et contre la torture.
En juillet 1967, il monte la réelle création de la pièce de théâtre de Pablo Picasso, Le Désir attrapé par la queue (1944), dont une célèbre première lecture, menée par Albert Camus, avait eu lieu durant l'Occupation à Paris dans le salon de Michel Leiris. Par crainte de troubles à cause du happening prévu par Lebel en accompagnement de la pièce, la mairie de Saint-Tropez en interdit la tenue. Les artistes se déplacent alors dans une commune voisine, Gassin.
En 1968, il prend part aux activités du Mouvement du 22 mars, puis du groupe anarchiste Noir et Rouge et à Informations et correspondances ouvrières. Il suit l’enseignement du philosophe Gilles Deleuze à la faculté de Vincennes et à celle de Saint-Denis.
En 2001 et 2002, il monte une manifestation itinérante – l’installation polymorphique et évolutive, « Reliquaire pour un culte de Vénus », composée de plus de trois mille éléments collectés à travers l’Europe – présentée au FRAC de Basse-Normandie à Caen, au Casino de Luxembourg, au Crédac d’Ivry, à la villa Tamaris de La Seyne-sur-Mer (accompagnée, à cette occasion, d’une soixantaine d’œuvres de types variés) et, en 2003, à l’Institut français de Barcelone.
En 2007, Lebel réalise un film, Les Avatars de Vénus, autour de la figure de Vénus, à partir du procédé de morphing. Il est également coauteur avec François Pain d'Un monument à Félix Guattari, film réalisé à partir de l'événement qu'il organisa au Centre Pompidou en 1994-95 en hommage au psychanalyste récemment disparu. 
Le 5 novembre 2008, une soirée au cinéma Le Méliès de Montreuil est organisée par Le peuple qui manque autour de Jean-Jacques Lebel et de sa période des happenings, à partir des projections de films inédits et du film Hé viva Dada du documentariste Jean-Michel Humeau, film autour du 2e Festival de La Libre expression, manifestation phare organisée par Lebel en 1965.
En 2013, il crée pour une exposition au MAMCO de Genève, une installation présentant les atrocités commises sur les prisonniers à Abou Ghraib par l'armée américaine. L'artiste réagit autant à l'humiliation extrême subie par les prisonniers qu'à la couverture médiatique de ces actes de torture commis au nom de la démocratie.

### Décoration
- Commandeur de l'ordre des Arts et des Lettres[3]

## Expositions (sélection)
- 2001-2002 : « Reliquaire pour un culte de Vénus » (manifestation itinérante)
- 2009 : « Soulèvements », commissaire Jean de Loisy, La Maison rouge, fondation Antoine-de-Galbert, Paris
- 2013 : « Peintures, collages, assemblages - 1956-2012 »[4], Musée d'Art moderne et contemporain de Saint-Étienne Métropole
- 2014 : rétrospective « Il n'est d'art qu'insurrectionnel », commissaire Bernhard Serexhe, ZKM Medium Museum de Karlsruhe (Allemagne)

## Publications (sélection)
- Avec Daniel Pommereulle, Ferró, Tetsumi Kudo, Jocelyn de Noblé, Allan Zion, Claude Richard, Otto Hahn, « Grundsätzliches zum Thema Happening. Für die Mitgleider des Workshops für freien Ausdruck » in Becker, Jürgen - Wolf Vostell (eds.), Happenings, Fluxus, Pop Art, Nouveau Réalisme. Eine Dokumentation, Rowohlt Verlag, Hambourg, 1965, 357-360
- « Umsonst (Bemerkungen zu den Happenings) » in Becker, Jürgen - Wolf Vostell (eds.), Happenings, Fluxus, Pop Art, Nouveau Réalisme. Eine Dokumentation, Rowohlt Verlag, Hambourg, 1965, 355-357
- Le Happening, Les Lettres nouvelles, Denoël, 1966, 89 p., ill., n&b
- « Megjegyzések a politikai utcaszínházról » in: Ungvári Tamás (szerk.): À dráma mûvészek ma. Írók, rendezôk, kritikusok korunk drámájáról, Gondolat, Budapest, 1974, 468-475
- Poésie en action, in: Françoise Janicot (éd.), Poésie en action, Loques-NèPE, Issy-les-Moulineaux, 1984, 5-15
- Retour d'exil. Peintures, dessins, collages 1954-1988, galerie 1900/2000, Paris, 1988
- « Happenings d'une bastille, l'autre », in: Dreyfus, Charles (éd.): Happenings & Fluxus, Galerie 1900-2000 - Galerie du Genie - Galerie de Poche, Paris, 1989, 7-15
- « Légende », « D'une Biennale (1960) à l'autre (1990) », in: Achille Bonito Oliva, Gabriella De Mila, Claudio Cerritelli (éd.), Ubi fluxus ibi motus 1990-1962, Mazzotta, Milan, 1990
- Des années cinquante aux années quatre-vingt-dix, Mazzotta, Milan, 1991, 78 p., ill., couleur, n&b
- « Déchirex » in: Tolvaly Ernô - Lengyel András (éd.): Kortárs Képzômûvészeti Szöveggyûjtemény, A & E '93 Kiadó, 1992, 84-85
- « Vita Nuova » (36), « Julien Blaine. Éloge de la multiplicité » (37) in: Kanal Europe, n° 1, 1993
- Poésie directe des Happenings à Polyphonix. Entretiens avec Arnaud Labelle-Rojoux et quelques documents, Opus International édition, Paris, 1994, 173 p., ill., n&b
- « On the Necessity of Violation », in: Mariellen R. Sandford (éd.): Happenings and Other Acts, Routledge, Londres - New York, 1995, 268-284
- « On the Necessity of Violation. Paris Postscript, mai-juin 1968 », in: Kristine Stiles, Peter Selz (éd.): Théories and Documents of Contemporary Art. À Sourcebook of Artists' Writings, University of California Press, Berkeley - Los Angeles - Londres, 1996, 718-722
- Rue Rossini. Les rencontres rossiniennes, Galleria di Franca Mancini, Pesaro, 1996, 47 p., ill.
- Ginsberg/Flash/Ginsberg. Flash/Ginsberg/Flash, édition privée réservée aux amis, 1997
- De quoi il s'agit, édition privée réservée aux amis, 1998
- Soulèvements, Paris, Fages éditeurs/La Maison rouge, 2009
- À pied, à cheval et en spoutnik, Paris, ensba, 2009
- Les Happenings de Jean-Jacques Lebel, sous la direction d'Androula Michaël, Paris, Hazan, 2009
- Avec Julien Blaine, Un dialogue à propos du grand dépotoir, Éditions Paraules, 2022

### En tant qu'éditeur
- Polyphonix 3. Festival international de poésie directe, American Center, Paris, 1981, 28 p., ill., n&b
- Polyphonix 4. Festival international de poésie directe, Musique, Performance, Vidéo, American Center, Paris, 1982, 43 p., ill., n&b
- Avec Jean Pierre Faye, Polyphonix, Change, No. 42 (spécial issue dedicated to Polyphonix 5), 1983, 168 p., ill., n&b